# Neottiura suaveolens
Neottiura suaveolens är en spindelart som först beskrevs av Simon 1879.  Neottiura suaveolens ingår i släktet Neottiura och familjen klotspindlar. Inga underarter finns listade i Catalogue of Life.